# Cagayan de Oro
Cagayan de Oro is de hoofdstad van de Filipijnse provincie Misamis Oriental en tevens het regionale centrum van Northern Mindanao (regio X). Bij de laatste census in 2007 had de stad bijna 554 duizend inwoners.

## Geografie

### Bestuurlijke indeling
Cagayan de Oro is onderverdeeld in de volgende 80 barangays:
| - Agusan - Balulang - Bayabas - Bonbon - Bugo - Bulua - Camaman-an - Canitoan - Carmen - Consolacion - Cugman - Gusa - Iponan - Kauswagan - Lapasan - Lumbia - Macabalan - Macasandig - Nazareth - Patag - Puerto | - Puntod - Tablon - Baikingon - Balubal - Bayanga - Besigan - Dansolihon - F.S. Catanico - Indahag - Mambuaya - Pagalungan - Pagatpat - Pigsag-an - San Simon - Taglimao - Tagpangi - Tignapoloan - Tuburan - Tumpagon - Barangay 01 - Barangay 02 | - Barangay 03 - Barangay 04 - Barangay 05 - Barangay 06 - Barangay 07 - Barangay 08 - Barangay 09 - Barangay 10 - Barangay 11 - Barangay 12 - Barangay 13 - Barangay 14 - Barangay 15 - Barangay 16 - Barangay 17 - Barangay 18 - Barangay 19 - Barangay 20 - Barangay 21 - Barangay 22 | - Barangay 23 - Barangay 24 - Barangay 25 - Barangay 26 - Barangay 27 - Barangay 28 - Barangay 29 - Barangay 30 - Barangay 31 - Barangay 32 - Barangay 33 - Barangay 34 - Barangay 35 - Barangay 36 - Barangay 37 - Barangay 38 - Barangay 39 - Barangay 40 |

## Demografie
Cagayan de Oro had bij de census van 2007 een inwoneraantal van 553.966 mensen. Dit zijn 92.089 mensen (19,9%) meer dan bij de vorige census van 2000. De gemiddelde jaarlijkse groei komt daarmee uit op 2,54%, hetgeen hoger is dan het landelijk jaarlijks gemiddelde over deze periode (2,04%). Vergeleken met de census van 1995 is het aantal mensen met 125.652 (29,3%) toegenomen.

De bevolkingsdichtheid van Cagayan de Oro was ten tijde van de laatste census, met 553.966 inwoners op 412,8 km², 1342 mensen per km².

## Geboren in Cagayan de Oro
- Manuel Ravago (5 maart 1870), schrijver en dichter (overleden 1937);
- Aquilino Pimentel III (20 januari 1964), advocaat en politicus;
- Ian Lariba (13 oktober 1994), tafeltennisster.

Alubijid · Balingasag · Balingoan · Binuangan · Cagayan de Oro · Claveria · El Salvador · Gingoog · Gitagum · Initao · Jasaan · Kinoguitan · Lagonglong · Laguindingan · Libertad · Lugait · Magsaysay · Manticao · Medina · Naawan · Opol · Salay · Sugbongcogon · Tagoloan · Talisayan · Villanueva